# Молдавский гусарский полк

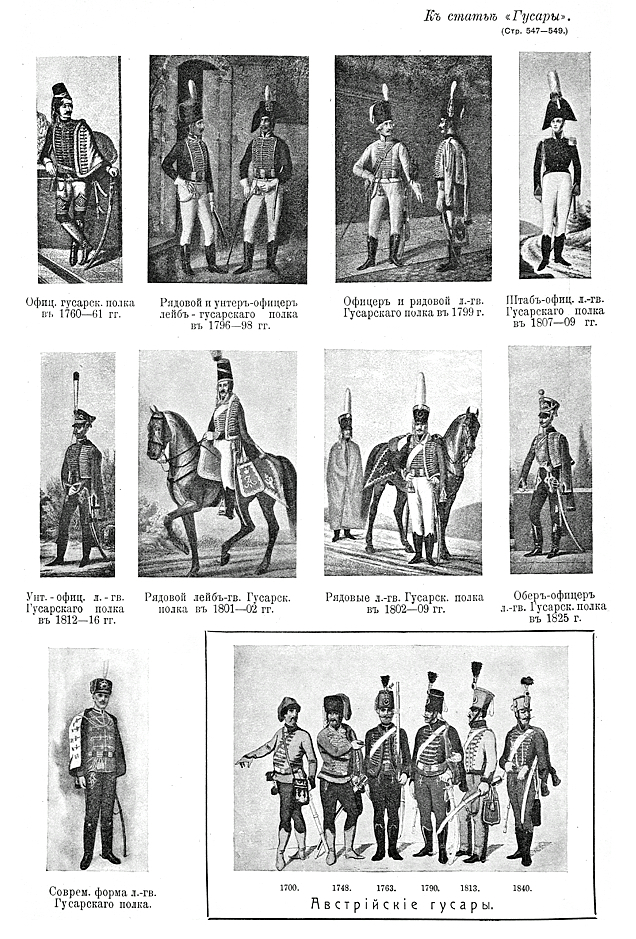
Рисунки из статьи «Гусары»
(«Военная энциклопедия Сытина»).

Молдавский гусарский полк — кавалерийская часть (гусарский полк) Русской императорской армии, существовавшая в 1776—1783 годах.
Ряд реформ, предпринятых Потемкиным в Русской армии, коснулся и гусарских полков, которые существенным образом изменили организацию Екатеринославской и Украинской конниц. Все гусарские полки, за исключением Лейб-Гусарского эскадрона, были переформированы в течение 1783 и 1784 годов в легкоконные и утратили навсегда характер иррегулярных поселенных войск. 28 июня 1783 года, после присоединения Крыма (Крымское ханство, орда) к России, для сформирования регулярной лёгкой конницы в Вооружённых силах Российской империи, из Венгерского и Молдавского гусарских полков составлен Херсонский легкоконный полк. В статье представлены все формирования гусарского полка (поселённого и полевого) с наименованием Молдавский.

## История
В период Русско-турецкой войны, 1735–1739 годов, был создан Иррегулярный Воложский гусарский корпус. В другом источнике указано что во время войны с Турцией (Османской империей), в период с 1736 года по 1740 год, были сформированы: Венгерский гусарский полк (500 человек личного состава, из венгров) и Волошский корпус (1 000 человек личного состава, из молдаван и валахов). В этот же период времени из грузинских князей и дворян были составлены три грузинские гусарские роты (по 100 человек личного состава, каждая). По Высочайшему повелению, 14 октября 1741 года, все эти формирования были переформированы в четыре гусарских полка, в том числе и Молдавский.
14 октября 1741 года из личного состава иррегулярного Воложского гусарского корпуса создан Молдавский полк (14.10.1741 — 09.06.1765), на сформирования полка (и трёх других) поступили 4 роты гусар и выходцы тех наций, имена которых были даны полкам, в том числе и Молдавскому. В его составе находились:
- штаб;
- 1-й эскадрон: 1-я и 2-я рота;
- 12-й эскадрон: 3-я и 4-я рота;
- 3-й эскадрон: 5-я и 6-я рота;
- 4-й эскадрон: 7-я и 8-я рота;
- 5-й эскадрон: 9-я и 10-я рота.

Каждому военнослужащему полка был отведён участок свободной земли и положено жалованье 38 рублей 94 копейки в год, на покупку вооружения, формы одежды и лошади.
В 1759 — 1760 годах, во время Семилетней войны молдавские гусары под командованием графа Ивана Подгоричани в составе кавалерийского корпуса российских войск были в сражениях при Пальциге и Франкфурте, их разъезды наводили ужас на Кеслинский гарнизон во время обложения и взятия крепости (18-го мая), и совершили рейд на Берлин и заняли его.
В 1763 году, в связи со значительным некомплектом в полевых гусарах, были расформированы Жёлтый, Македонский и Болгарский полевые полки, а их личный состав назначен на укомплектование других полков гусар, в том числе и Молдавского.
После образования в 1764 году из Ново- и Славяно-Сербии Новороссийской губернии, полки Ивана Шевича и Райко Прерадовича объединены в Бахмутский гусарский полк. В состав последнего в 1765 году вошёл и Молдавский гусарский полк. В других источниках указано что в 1764 году 9 июня Славяно-Сербия переименована в Екатерининскую провинцию, составившую часть Новороссийской губернии и в ней поселён Молдавский гусарский полк, а 9 июня 1764 года Молдавский гусарский был переименован в Самарский.
В 1769 году в Вооружённых силах Российской империи учреждены два новых гусарских поселённых полка: Молдавский (впоследствии непоселённый Воложский) и Волошский.
При Екатерине II в 1776 году в связи с упразднением постоянно бузующей Запорожской Сечи, для защиты южных границ из «молдавских выходцев» в Новороссийской губернии составлен Молдавский гусарский (поселенный) полк, в другом источнике указано что сформирован полевой полк — Молдавский гусарский полк. В том же году утверждён знамённый герб Молдавского гусарского полка: «подобный предъидущему [в описании (в гербовнике), то есть в верхней части выходящий двуглавый орёл], только нижняя часть вся красная, с изображением золотой воловьей головы».
Молдавские гусары носили ментики и кивера основных геральдических цветов Молдавского княжества — красного и синего. Эти же цвета использовались и при разработке полковых знамён. Сохранилось описание полковых знамён: «Большое знамя лазоревое с булавою медною вызолоченною... На нём быть написанному кресту, а в стороне двоеглавый орёл, под ногами орла черт земли Молдавской (изображение головы быка, меж рогов которого пятиконечная звезда, голова золотая, звезда серебряная, помещена в щите на красном поле). Другое знамя полковое — красное, с копьём медным вызолоченным и на копье быть двоеглавому орлу. На том знамени написаны Святые Константин и Елена с крестом, с другой стороны герб земли Молдавской. А быть знамени вызолоченному с бахромою золотою».
28 июня 1783 года из всех непоселенных полков (9 гусарских и 6 пикинёрных) были сформированы 8 полевых (непоселёных) полков, составивших легкоконную Екатеринославскую конницу, в том числе и Херсонский (из Венгерского и Молдавского).

## Военнослужащие
Ниже представлены некоторые военнослужащие проходившие службу в полку:
- С. Г. Гангеблов[12];
- И. М. Подгоричани[5][13];
- К. Х. Пеккен[14];
- и другие.